# Tipula (Afrotipula) infracta
Tipula (Afrotipula) infracta is een tweevleugelige uit de familie langpootmuggen (Tipulidae). De soort komt voor in het Afrotropisch gebied.